# Trachys minuta
Trachys minuta är en skalbaggsart som först beskrevs av Carl von Linné 1758.  Trachys minuta ingår i släktet Trachys, och familjen praktbaggar. Arten är reproducerande i Sverige.